# Norops macrolepis
Norops macrolepis este o specie de șopârle din genul Norops, familia Polychrotidae, descrisă de Boulenger 1911. Conform Catalogue of Life specia Norops macrolepis nu are subspecii cunoscute.